# Rafael Ortega y Sagrista
Rafael Ortega y Sagrista (Jaén, 13 de enero de 1918 - ibídem, 1 de septiembre de 1988) fue un escritor e historiador español, uno de los autores más destacados del panorama intelectual contemporáneo de Jaén.

## Vida
Pertenecía a una familia de profundas raíces jiennenses, siendo hijo del doctor Ricardo Ortega Nieto e Isabel Sagrista de Bonilla. Cursó estudios de bachillerato en el instituto de la calle Compañía (el actual edificio del Conservatorio de Música) hasta 1935, y tras el estallido de la Guerra Civil sirvió en el batallón de fortificaciones de la capital jiennense hasta el final de la contienda. La muerte de su padre en 1938 le hizo alejarse temporalmente de su vocación literaria para asumir el cuidado de su familia. Tras la guerra fue destinado al Cuerpo de Farmacia del Ejército, si bien pudo terminar por libre la carrera de Derecho y titularse como abogado por la Universidad de Granada en 1942. Entró el año siguiente a formar parte del cuerpo técnico de Hacienda por oposición, institución a la que seguiría vinculado durante 42 años, tras cumplir varios destinos en Huelva, Jaén, Madrid y de nuevo Jaén, de forma definitiva desde 1960. Jubilado en 1985, falleció en 1988 a la edad de 70 años de una imprevista afección pulmonar, legando su archivo personal, sus documentos y obras al archivo de la Catedral de Jaén.
A nivel local, fue consejero provincial de Bellas Artes, gobernador, administrador y cronista de la Santa Capilla de San Andrés y consejero del Instituto de Estudios Giennenses, así como académico de la Bibliográfica Mariana, académico de la Real Academia de la Historia y ayudante del profesorado de la Cátedra de Historia del Derecho en la universidad durante su estancia en Madrid, entre otros desempeños en otras instituciones.
Gran exponente del costumbrismo jiennense, trabajó asimismo de manera ardua en la elaboración de los archivos históricos de las cofradías jiennenses, siendo cronista en muchas de ellas. También fue asiduo colaborador en varios periódicos de ámbito local como el Diario Jaén, el Diario Ideal, el Boletín del Instituto de Estudios Giennenses y en las revistas Senda de los Huertos y Paisaje.
En su memoria, el Ayuntamiento de Jaén creó el «Premio Rafael Ortega y Sagrista de Investigación», otorgado anualmente como reconocimiento a los trabajos de investigación relacionados con la historia de Jaén. También existe una calle en su honor, ubicada en el barrio de El Recinto.

## Obra
- Escenas y costumbres de Jaén. Consejo superior de Investigaciones Científicas (CSIC). Madrid, 1977. ISBN 84-00-03659-X
- La reconstrucción de la galería alta de la Catedral de Jaén. Caja de Ahorros de Ronda. Ronda, 1977. ISBN 84-500-2274-6
- Escenas y costumbres de Jaén (Segunda Parte). Instituto de Estudios Giennenses. Jaén, 1988. ISBN 84-87115-00-4
- Dibujando en Jaén (Junto a Luis Berges Roldán) Editorial Almazara. Córdoba, 2005. ISBN 84-96416-76-3